# 토너먼트 (영화)
《토너먼트》(The Tournament)는 영국에서 제작된 스콧 만 감독의 2009년 액션, 스릴러 영화이다. 로버트 칼라일 등이 주연으로 출연하였고 키스 벨 등이 제작에 참여하였다.
이 영화는 부분적으로 불가리아에서 촬영되었고 수많은 장면이 북잉글랜드(영화의 세트장)와 머지사이드주에서 촬영되었다.
제작, 재정(제작비가 2배 상승), 배급자 선정 등과 관련한 수많은 문제로 이 영화는 촬영 후 2년이 될 때까지 개봉되지 않다가 2009년 말 개봉되었다.

## 출연

### 주연
- 로버트 칼라일
- 켈리 후

### 조연
- 이안 소머헐더
- 리암 커닝햄
- 빙 라메스
- 세바스티앙 푸캉
- 크레이그 콘웨이
- 존 린치
- 닉 라운트리
- 레이첼 그랜트
- 바샤 라할
- 앤디 나이맨
- 이도 골드버그
- 스콧 앳킨스

## 기타
- 프로듀서: 베셀라 반저코바
- 라인프로듀서: 앨런 그레이브스
- 라인프로듀서: 데이빗 히긴슨
- 협력프로듀서: 빅 배이트맨
- 협력프로듀서: 개빈 브랙스턴
- 협력프로듀서: 앵거드 폴
- 협력프로듀서: 폴 셔우드
- 미술: 케스 본넷
- 무술감독: J.J. 페리
- 의상: 류보미어 도이치노브
- 의상: 산드라 클린체바
- 배역: 제레미 지머먼